# Theridula emertoni
Theridula emertoni là một loài nhện trong họ Theridiidae.
Loài này thuộc chi Theridula. Theridula emertoni được Herbert Walter Levi miêu tả năm 1954.

## Hình ảnh

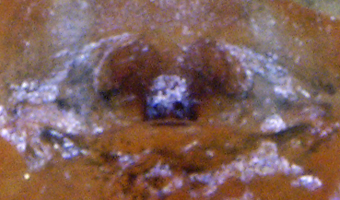
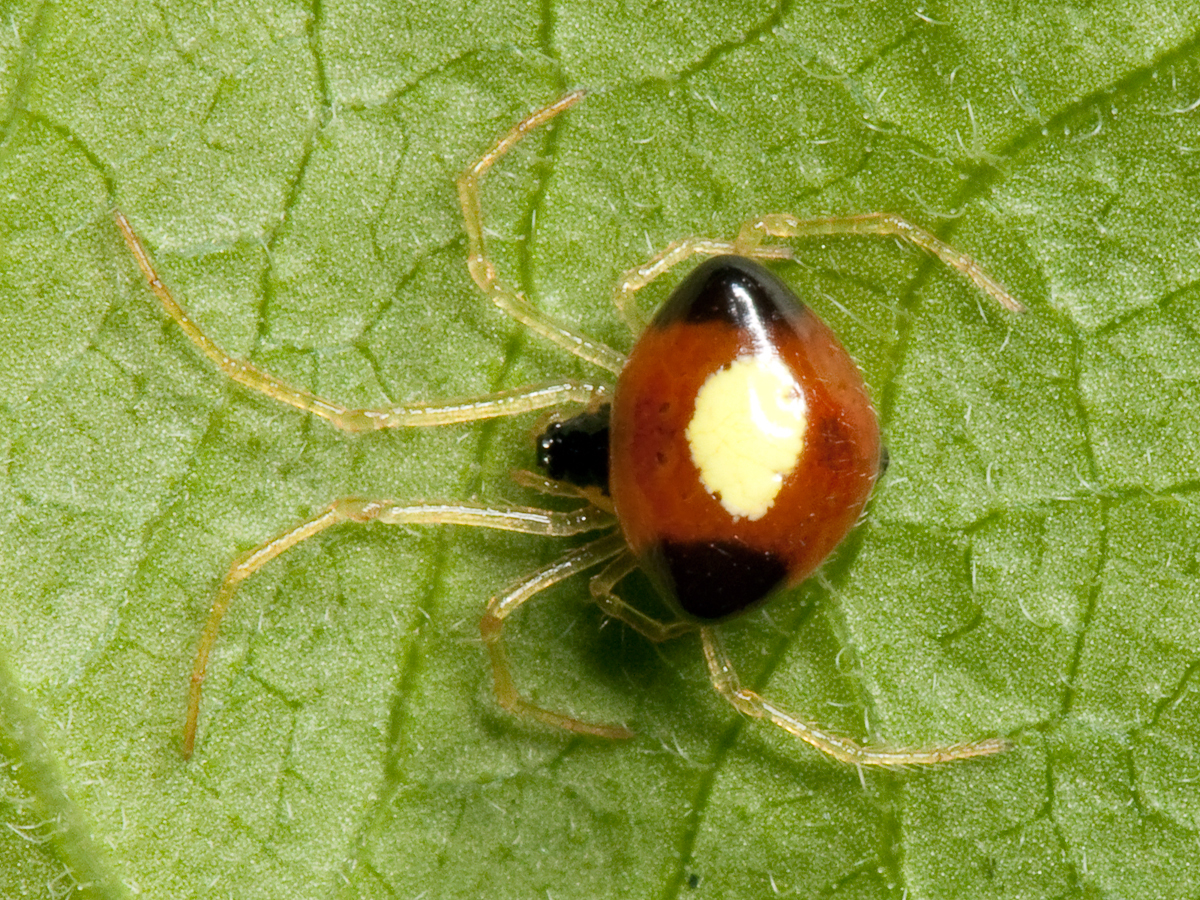
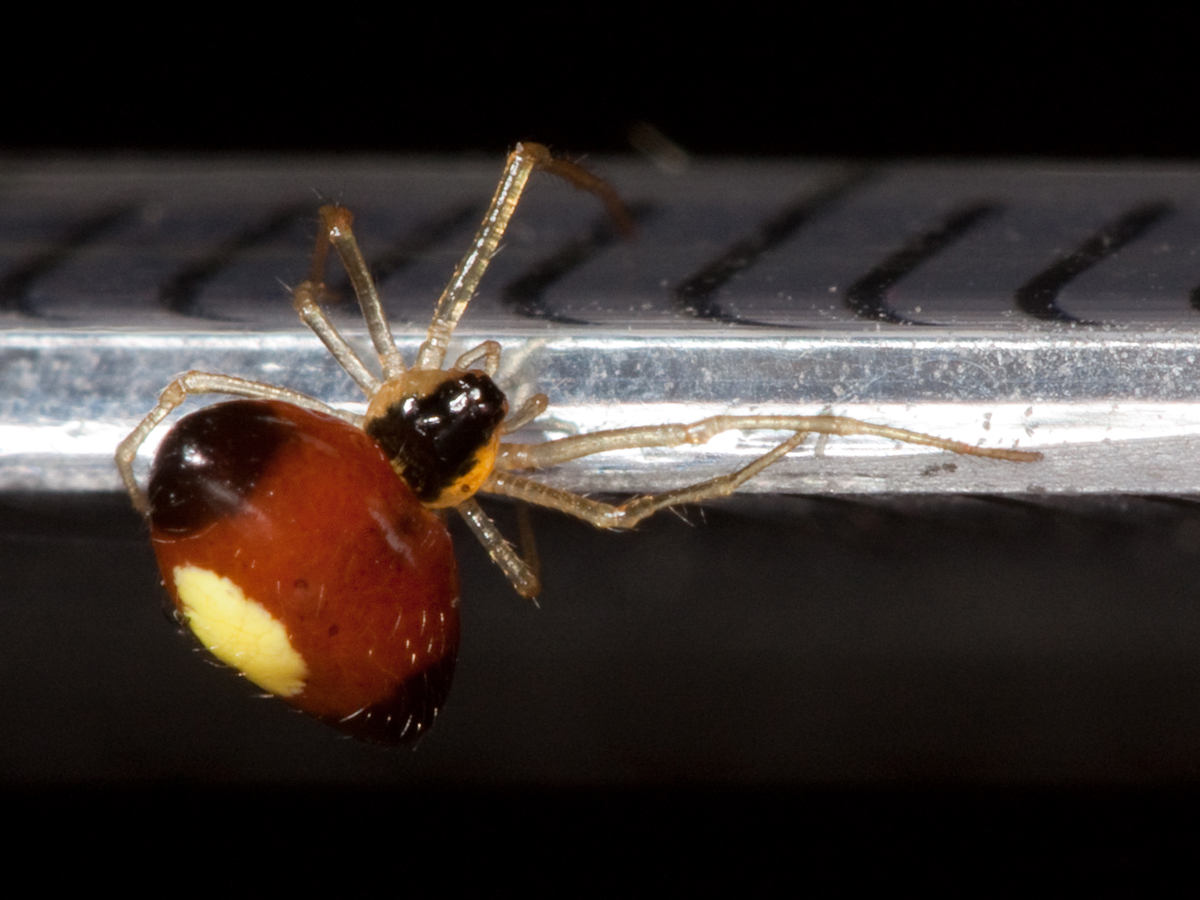